# 快板书

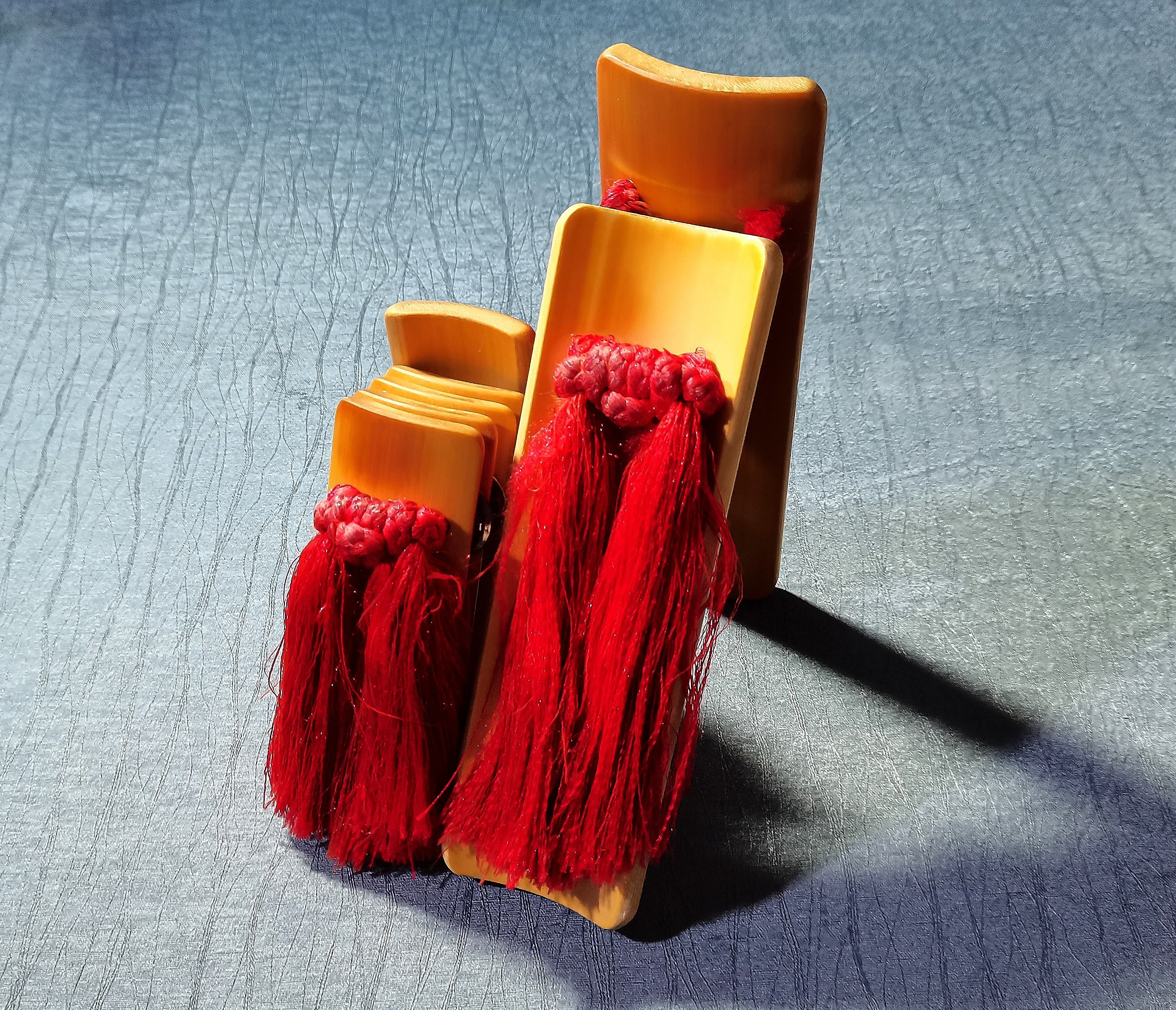
快板（竹板，或快板书、竹板快书）

快板书（臺灣又稱「竹板快書」）中国传统曲艺的一种，是由数来宝演变而来。因为它主要是用“拍板”（或稱快板儿）作为乐器而命名为快板书。
快板书是一种由相声、评书和数来宝等多种艺术手段结合而来的。为了丰富和强化其艺术特点，快板书在数来宝的基础上一改原来数来宝337句式的定式，增添了单字垛、双字垛、三字头、四字联、五字垛等句式，以及重叠、连叠句的长句式。同时为了改变数来宝的江湖粗俗的气质，借用了许多其他曲艺的表演方式，如西河大鼓，竹板书等。
快板书名段主要有《千锤百炼》《劫刑车》《三打白骨精》《火焰山》。

## 相关
- 山東快書
- 拍板
- 曲艺